# Спротт, Майкл
Майкл Спротт (англ. Michael Sprott; род. 16 января 1975 года, Рединг, Англия) — английский боксёр-профессионал, выступавший в тяжёлой весовой категории.
Чемпион Великобритании и Британского Содружества по версии BBBofC, 2004 года, чемпион Европы по версии EBU-EU, 2007 года, победитель турнира «Prizefighter» 2010 и 2013 годов.

## Профессиональная карьера
Дебютировал Спротт в 1996 году, провёл 11 последовательных побед, в 12-м бою который прошёл в сентябре 1998 года, проиграл техническим нокаутом Гарри Сениору (4-4) в бою за титул чемпиона Southern Area по версии BBBofC.
Выиграл 3 боя, и проиграл Вейну Ливелину. После этого по очкам победил крепкого немецкого боксёра, Тимо Хоффмана. Однако проиграл ему реванш в следующем поединке.
Проиграл нокаутом в первом раунде очень сильному южноафриканцу Корри Сандерсу, и проиграл соотечественнику Дэнни Уильямсу. Год спустя снова вышел на бой с Уильямсом, и снова проиграл, однако победа была более спорной, и в третьей схватке Спротт взял реванш. В третьем бою с Уильямсом завоевал титулы Великобритании и Британского Содружества.
Однако в следующем бою проиграл непобеждённому Мэтту Скелтону.
В 2005-м году в Германии, победил непобеждённого немецкого боксёра, Ченгиза Коча (21-0) и завоевал титул чемпиона Европы по версии EBU-EU.
В следующем поединке проиграл по очкам итальянцу Павлу Видоцу в бою за титул чемпиона Европы, а затем украинцу Владимиру Вирчису в бою за интерконтинентальный титул WBO.
В 2006 году проиграл нокаутом непобежденному узбекскому проспекту, Руслану Чагаеву.
Спорным решением судей победил по очкам в Германии непобеждённого немца Рене Детвейлера (18-0).
В 2007 году Спротт встретился с очень сильным соперником, соотечественником Одли Хариссоном. Харрисон был олимпийским чемпионом, имел отличный послужной список как на любительском, так и на профессиональном ринге. Поединок начался с контроля ринга Харрисоным. Одли провёл в первом раунде удачную атаку, и отправил Спротта на канвас уже в начале поединка. Спротт встал. В конце третьего раунда в близком бою, Спротт левым размашистым кроссом сенсационно нокаутировал Одли Хариссона. В карьере Одли — это стало первым досрочным поражением.
В июле 2007 года, проиграл решением большинства судей, Мэтту Скелтону. В марте 2008 года, единогласным решением проиграл украинцу, Тарасу Биденко.
В ноябре 2008 года победил по очкам джорнимена, Зака Пейджа. В 2009 году Спротт проиграл Леймону Брюстеру. Спустя несколько месяцев проиграл российскому гиганту Александру Устинову.
В 2010 году проиграл нокаутом реванш Одли Хариссону.
9 октября 2010 году выиграл престижный турнир «Prizefighter», победив в финале Мэтта Скелтона.
В 2011 году победил турка Серадара Уйсала, и снова взял участие в турнире «Prizefighter», но проиграл раздельным решением в первом бою, американцу Таю Филдсу.
24 сентября 2011 года проиграл немцу украинского происхождения, Александру Дмитренко, в бою за титул чемпиона Европы. и в 2012 году болгарскому проспекту Кубрату Пулеву.
В январе 2012 года, Майкл Спротт вышел на ринг с известным болгарином, Кубратом Пулевым. Бой продлился в тяжёлой и вязкой борьбе. Пулев контролировал основной ход поединка. В первом раунде Спротт нанёс небольшое рассечение возле левого глаза. Уже ко второй трети поединка Спротт больше делал акцент на защиту, лишь изредка пробивая короткие комбинации, блокируемые Пулевым. Болгарин действовал более активно, хоть поединок в целом не был зрелищным. Уставший Спротт ничего не мог противопоставить Кубрату Пулеву, и в перерыве между 9 и 10 раундами, отказался от продолжения боя.
В сентябре проиграл перспективному немецкому боксёру, Эдмунду Герберу нокаутом в 4-м раунде в 8-раундовом бою. Спротт очень агрессивно воспринял решение судьи об остановлении поединка после тяжёлого нокдауна. Майкл толкнул рефери прямо на ринге. Спротт извинился но всё же был наказан запретом на проведение поединков сроком на 3 месяца.
Скандальный поединок в первой встрече Спротта с Эдмундом Гербером не многих оставил равнодушными. И необходимость повторной встречи осталась. Спротт был дисквалифицирован ровно на 3 месяца, и организаторы поединка ждали окончания штрафного периода, для организации второй встречи. Бой был назначен на 15 декабря 2012 года. Ровно три месяца спустя после первой встречи.
В 2013 году проиграл по очкам финну, Роберту Хелениусу, а затем неожиданно проиграл нокаутом в первом раунде, турку, Эркану Теперу.
В ноябре 2013 года выиграл турнир Prizefighter (США против Великобритании).
Затем в 2014 году принял участие на схожем чемпионате в Новой Зеландии. Победил в нём, Мартина Рогана, Энтони Нансена, а затем неожиданно в финале уступил нокаутом в первом раунде, Кали Миену.

## Результаты боёв
В таблице перечислены результаты всех поединков боксёров.
В каждой строке указан результат поединка. Дополнительно номер поединка обозначен цветом, который обозначает итог поединка. Расшифровка обозначений и цветов представлена в нижеследующей таблице.
| Пример | Расшифровка                     |
| ------ | ------------------------------- |
|        | Победа                          |
|        | Ничья                           |
|        | Поражение                       |
|        | Планируемый поединок            |
|        | Поединок признан несостоявшимся |
| КО     | Нокаут                          |
| ТКО    | Технический нокаут              |
| PTS    | Решение судей (по очкам)        |
| UD     | Единогласное решение судей      |
| MD     | Решение большинства судей       |
| SD     | Раздельное решение судей        |
| RTD    | Отказ от продолжения боя        |
| DQ     | Дисквалификация                 |
| NC     | Поединок признан несостоявшимся |

| Бой | Дата             | Рекорд | Соперник                   | Место боя                                                          | Раундов   | Дополнительно                                                                                      |
| --- | ---------------- | ------ | -------------------------- | ------------------------------------------------------------------ | --------- | -------------------------------------------------------------------------------------------------- |
| 71  | 2 июня 2018      | 42-29  | Лукаш Розанский (8-0)      | Жешув, Польша                                                      | 6 (TKO2)  | |
| 70  | 23 декабря 2017  | 42-28  | Али Эрен Демирезен (6-0)   | Стамбул, Турция                                                    | 8 (TKO5)  | |
| 69  | 5 ноября 2016    | 42-27  | Марцин Сивы (15-0)         | Ломянки, Польша                                                    | 6 (UD)    | |
| 68  | 18 марта 2016    | 42-26  | Кристиан Хаммер (18-4)     | Бухарест, Румыния                                                  | 10 (KO1)  | |
| 67  | 5 декабря 2015   | 42-25  | Адриан Гранат (9-0)        | Гамбург, Германия                                                  | 8 (KO1)   | |
| 66  | 13 июня 2015     | 42-24  | Карлос Такам (31-2-1)      | Париж, Франция                                                     | 8 (KO5)   | |
| 65  | 22 ноября 2014   | 42-23  | Энтони Джошуа (9-0)        | Echo Arena Liverpool, Ливерпуль, Великобритания                    | 10 (TKO1) | Бой за титул WBC International.                                                                    |
| 64  | 4 июня 2014      | 42-22  | Кали Миен (40-5)           | The Trusts Stadium, Окленд, Новая Зеландия                         | 3 (KO1)   | Турнир Super 8, Финал.                                                                             |
| 63  | 4 июня 2014      | 42-21  | Энтони Нансен (4-2)        | The Trusts Stadium, Окленд, Новая Зеландия                         | 3 (UD)    | Турнир Super 8, Полуфинал.                                                                         |
| 62  | 4 июня 2014      | 41-21  | Мартин Роган (16-5)        | The Trusts Stadium, Окленд, Новая Зеландия                         | 3 (MD)    | Турнир Super 8, Четвертьфинал.                                                                     |
| 61  | 14 ноября 2013   | 40-21  | Джейсон Гаверн (25-15-4)   | Йорк-холл, Лондон, Великобритания                                  | 3 (UD)    | Турнир Prizefighter, Финал.                                                                        |
| 60  | 14 ноября 2013   | 39-21  | Брайан Минто (38-6)        | Йорк-холл, Лондон, Великобритания                                  | 3 (UD)    | Турнир Prizefighter, Полуфинал.                                                                    |
| 59  | 14 ноября 2013   | 38-21  | Дамиан Уиллс (31-3-1)      | Йорк-холл, Лондон, Великобритания                                  | 3 (UD)    | Турнир Prizefighter, Четвертьфинал.                                                                |
| 58  | 31 августа 2013  | 37-21  | Эркан Тепер (10-0)         | Münsterplatz, Базель, Швейцария                                    | 10 (TKO1) | |
| 57  | 23 марта 2013    | 37-20  | Роберт Хелениус (18-0)     | GETEC Arena, Magdeburg, Sachsen-Anhalt, Германия                   | 10 (UD)   | |
| 56  | 15 декабря 2012  | 37-19  | Эдмунд Гербер (22-0)       | Arena Nürnberger Versicherung, Нюрнберг, Бавария, Германия         | 10 (MD)   | |
| 55  | 15 сентября 2012 | 36-19  | Эдмунд Гербер (20-0)       | Stechert Arena, Бамберг, Бавария, Германия                         | 8 (KO4)   | После нокдауна Спротт встал, но из-за остановки боя, рефери, Спротт толкнул судью на канвас ринга. |
| 54  | 14 января 2012   | 36-18  | Кубрат Пулев (14-0)        | Баден-Арена Оффенбург, Баден-Вюртемберг, Германия                  | 12 (RTD9) | Титул интернационального чемпиона по версии IBF, 1-я защита Пулева.                                |
| 53  | 24 сентября 2011 | 36-17  | Александр Дмитренко (31-1) | Дима-Спортцентр Германия, Гамбург                                  | 12 (UD)   | Бой за титул чемпиона Европы EBU, 2-я защита Дмитренко                                             |
| 52  | 7 мая 2011       | 36-16  | Тай Филдс (45-3)           | Лондон, Великобритания                                             | 3 (SD)    | Турнир Prizefighter.                                                                               |
| 51  | 19 марта 2011    | 36-15  | Сердай Уйсал               | Уэмбли, Великобритания                                             | 4 (UD)    | |
| 50  | 9 октября 2010   | 35-15  | Мэтт Скелтон               | Йорк-холл, Лондон, Великобритания                                  | 3 (SD)    | Турнир Prizefighter, Финал                                                                         |
| 49  | 9 октября 2010   | 34-15  | Шейн Макфилибин            | Йорк-холл, Лондон, Великобритания                                  | 3 (UD)    | Турнир Prizefighter, Полуфинал                                                                     |
| 48  | 9 октября 2010   | 33-15  | Дэнни Хьюз                 | Йорк-холл, Лондон, Великобритания                                  | 3 (UD)    | Турнир Prizefighter, Четвертьфинал                                                                 |
| 47  | 9 апреля 2010    | 32-15  | Одли Харрисон              | Александра Палас, Вуд-Грин, Лондон, Великобритания                 | 12 (KO12) | Вакантный титул чемпиона Европы по версии EBU.                                                     |
| 46  | 20 марта 2010    | 32-14  | Вернер Крейскотт           | Эсприт Арена, Дюссельдорф, Германия                                | 4 (TKO1)  | |
| 45  | 20 июня 2009     | 31-14  | Александр Устинов          | Veltins Arena, Гельзенкирхен, Германия                             | 10 (UD)   | |
| 44  | 14 марта 2009    | 31-13  | Леймон Брюстер             | Ostseehalle, Kiel, Schleswig-Holstein, Германия                    | 8 (UD)    | |
| 43  | 19 ноября 2008   | 31-12  | Зак Пейдж                  | Royal Lancaster Hotel, Bayswater, London, Великобритания           | 6 (PTS)   | |
| 42  | 31 мая 2008      | 30-12  | Тарас Биденко              | Burg-Waechter Castello, Düsseldorf, Nordrhein-Westfalen, Германия  | 10 (UD)   | |
| 41  | 14 июля 2007     | 30-11  | Мэтт Скелтон               | O2 Arena (Millenium Dome), Greenwich, London, Великобритания       | 12 (MD)   | Бой за титул чемпиона Британского содружества.                                                     |
| 40  | 17 февраля 2007  | 30-10  | Одли Харрисон              | O2 Arena (Millenium Dome), Greenwich, London, Великобритания       | 12 (KO3)  | Бой за титул чемпиона Англии, и бой за титул чемпиона Европы по версии EBU-EU.                     |
| 39  | 4 ноября 2006    | 29-10  | Рене Детвийлер             | RWE Rhein-Ruhr Sporthalle, Muelheim, Nordrhein-Westfalen, Германия | 12 (SD)   | Бой за титул чемпиона Европы по версии EBU-EU.                                                     |
| 38  | 15 июля 2006     | 28-10  | Руслан Чагаев              | Color Line Arena, Altona, Гамбург, Германия                        | 12 (TKO8) | Бой за вакантный титул WBO Asia Pacific, титул WBA Inter-Continental.                              |
| 37  | 18 февраля 2006  | 28-9   | Энтони Палацис             | Meadowbank Sports Centre, Edinburgh, Scotland, Великобритания      | 10 (UD)   | Бой за вакантный титул чемпиона Европы по версии EBU-EU.                                           |
| 36  | 13 декабря 2005  | 27-9   | Владимир Вирчис            | Freizeit Arena, Soelden, Австрия                                   | 12 (UD)   | Бой за титул интерконтинентального чемпиона мира по версии WBO.                                    |
| 35  | 1 октября 2005   | 27-8   | Паоло Видоц                | EWE-Arena, Oldenburg, Niedersachsen, Германия                      | 12 (UD)   | Бой за титул чемпиона Европы по версии EBU.                                                        |
| 34  | 1 октября 2005   | 27-7   | Ченгиз Коч                 | Arena Westfalenhalle, Dortmund, Nordrhein-Westfalen, Германия      | 12 (SD)   | Бой за вакантный титул чемпиона Европы по версии EBU-EU.                                           |
| 33  | 10 сентября 2004 | 26-7   | Роберт Сулган              | York Hall, Bethnal Green, Лондон, Великобритания                   | 8 (TKO1)  | |
| 32  | 24 апреля 2004   | 25-7   | Мэтт Скелтон               | Rivermead Leisure Centre, Reading, Berkshire, Великобритания       | 12 (KO12) | Бой за титулы чемпиона Великобритании и Британского Содружества.                                   |
| 31  | 24 января 2004   | 25-6   | Дэнни Уильямс              | Conference Centre, Wembley, Лондон, Великобритания                 | 12 (UD)   | Бой за титулы чемпиона Великобритании и Британского Содружества.                                   |
| 30  | 26 сентября 2003 | 24-6   | Дэнни Уильямс              | Rivermead Leisure Centre, Reading, Berkshire, Великобритания       | 12 (TKO5) | Бой за титулы чемпиона Великобритании и Британского Содружества.                                   |
| 29  | 1 августа 2003   | 24-5   | Колин Кенна                | York Hall, Bethnal Green, Лондон, Великобритания                   | 10 (TKO1) | Бой за титул чемпиона Southern Area по версии BBBofC.                                              |

## Интересные факты
Будучи опытным джорнименом и выходя на ринг андердогом, прервал победную серию трёх немецких проспектов. Что примечательно, всех трёх боксёров Спротт победил именно в Германии, и всех по очкам, несмотря на известное предвзятое судейство.
В 2005 Ченгиза Коча (21-0), в 2006 Рене Детвийлера (18-0), и в 2012 Эдмунда Гербера (22-0).